# Битва при Аазазе
Битва при Аазазе — сражение между крестоносцами и сельджуками. Состоялось 11 июня 1125 года.

## Предпосылки
В 1118 году Жослен де Куртене, граф Эдессы, захватил у Иль-Гази, атабека Алеппо, Аазаз — город на севере Сирии. В июне следующего года крестоносцы под предводительством Рожера Салернского, регента Антиохии, потерпели поражение в битве на Кровавом поле, а 18 апреля 1123 года, на пути в Эдессу был захвачен в плен Балдуин II, король Иерусалима. 19 октября 1124 года Балдуин, которого после года, проведенного в темнице Харпута, удалось выкупить за огромную сумму в 80 000 динаров, немедленно осадил Алеппо .

## Битва
На помощь Алеппо двинулся Бурзуки, атабек Мосула. Под его натиском крестоносцы были вынуждены снять осаду и отступить. Затем Бурзуки осадил Зердану на территории Эдесского графства.
Балдуин II, армянский князь Левон I, Жослен I и Понс, граф Триполи, с отрядом из 1100 рыцарей и 2000 пехотинцев столкнулись с Бурзуки, армия которого намного превосходила по численности силы крестоносцев, у Аазаза.
Когда Бурзуки расположился лагерем, Балдуин изобразил отступление и завлек сельджуков на открытое пространство в окрестностях города. Между армиями завязался долгий и кровопролитный бой, в котором сельджуки потерпели поражение. Добыча, захваченная в лагере побежденных, позволила Балдуину выкупить многих пленников, находившихся в руках мусульман — в том числе был освобожден будущий граф Эдессы Жослен II.

## Последствия
Победа при Аазазе позволила крестоносцам частично восстановить влияние в регионе, утраченное при поражении в битве на Кровавом поле в июне 1119 года. В 1128 году силы Алеппо и Мосула объединились под властью сильного военачальника Занги, и крестоносцы постепенно потеряли контроль над территориями северной Сирии.